# Enforcement Trailer

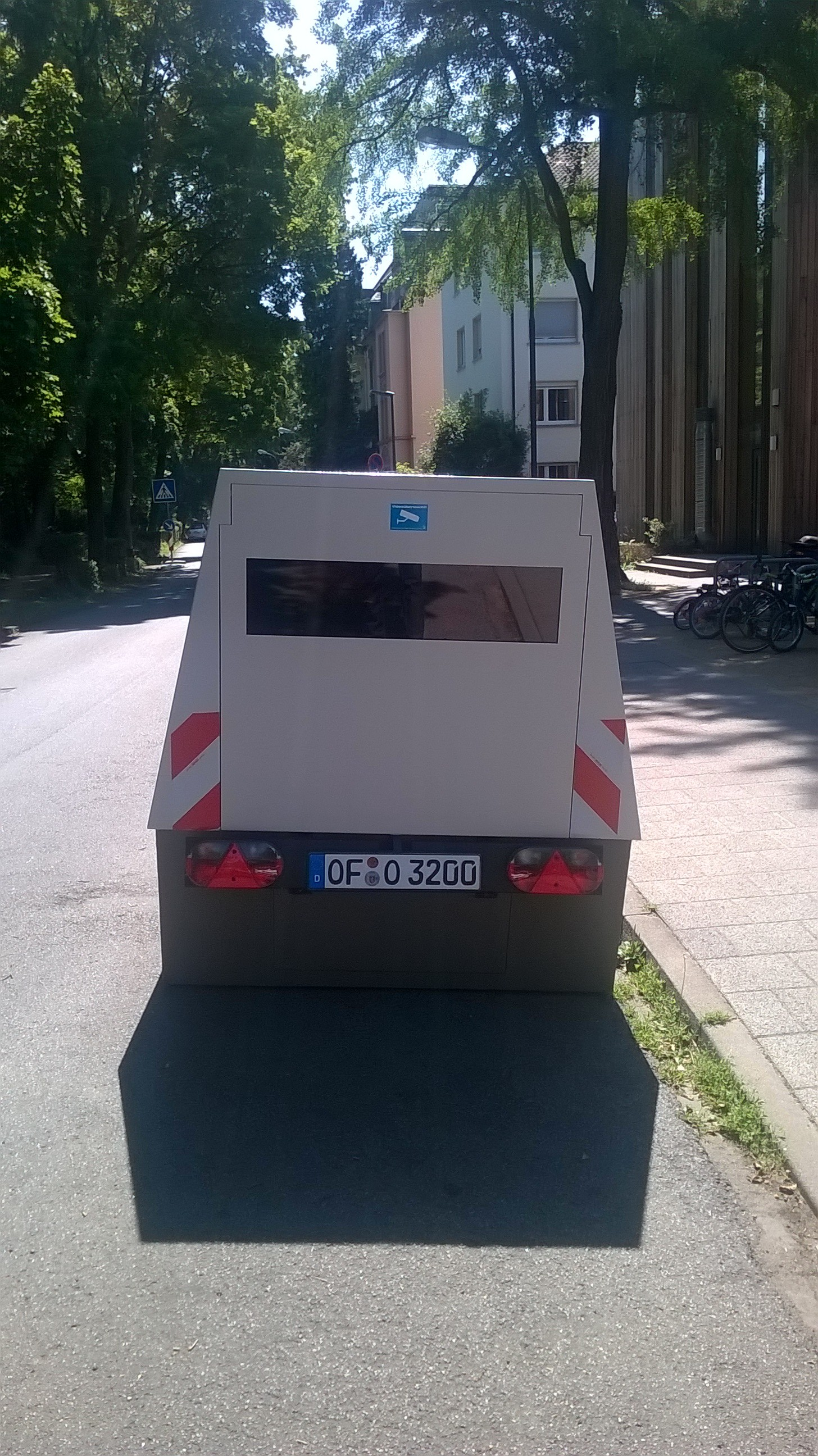
Ein Enforcement Trailer beim Einsatz in Offenbach am Main

Der Enforcement Trailer (Eigenschreibweise in Großbuchstaben) [ɪnˈfɔːsmənt ˈtreɪlər] (englisch enforcement ‚Durchsetzung, Vollstreckung‘, trailer‚Anhänger‘) ist ein von Vitronic hergestelltes, bewegliches Gerät  in der Form eines Anhängers zur Geschwindigkeitsüberwachung des Straßenverkehrs. Auf Deutsch heißt es Messanhänger, Blitz-Anhänger bzw. Blitzer-Anhänger. Der Enforcement Trailer zeichnet sich dadurch aus, dass er an beliebigen Orten nahezu autonom betrieben werden kann und die Technik innerhalb des Anhängers gegen Vandalismus stark geschützt ist. Die verwendete Messtechnik basiert auf dem Modell PoliScan Speed desselben Herstellers. 

## Technik

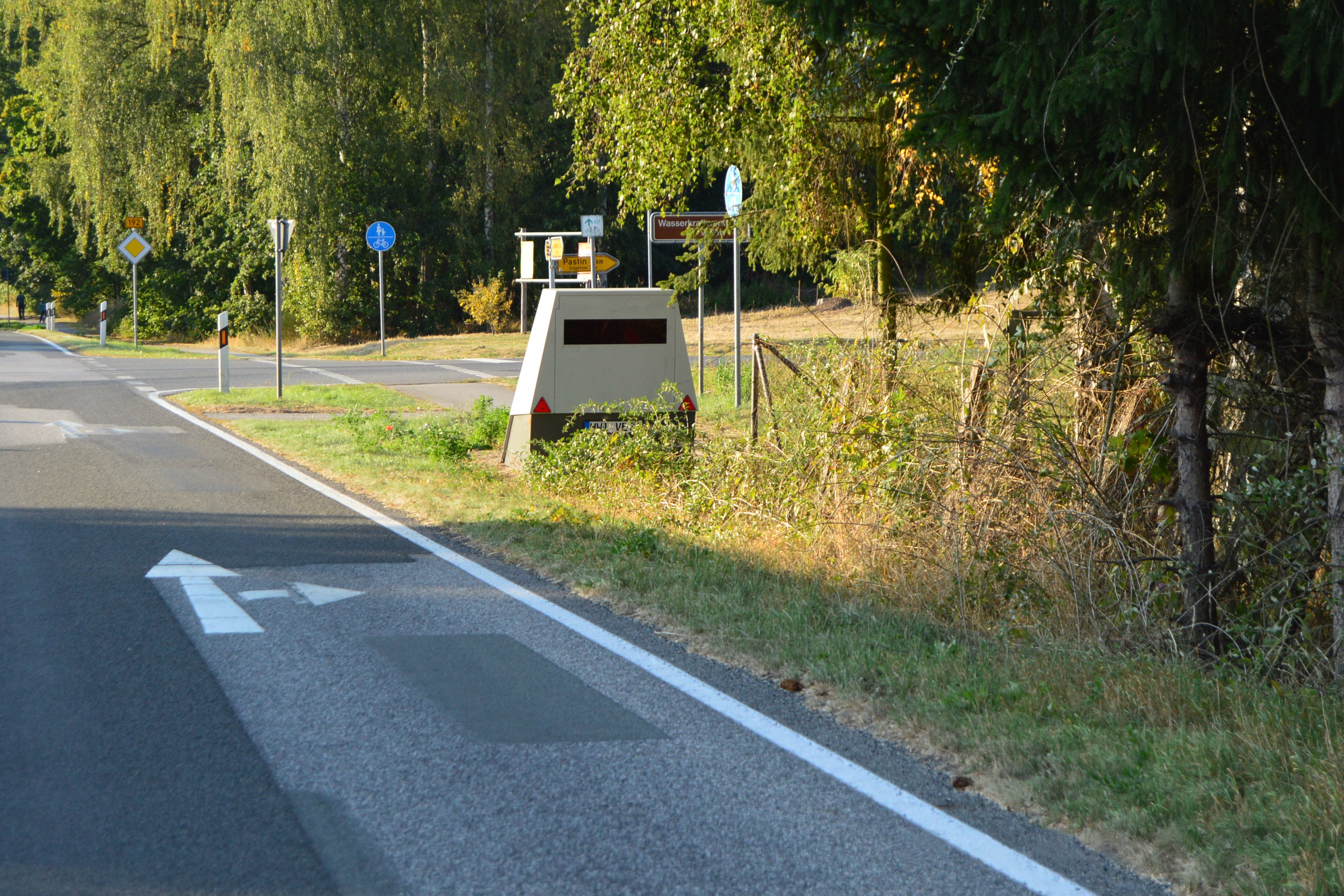
Aus der Ferne erweckt der Enforcement Trailer den Eindruck eines abgestellten Anhängers. Hier: Einsatz an der Bundesstraße 192

Der Enforcement Trailer ähnelt äußerlich einem Anhänger und lässt sich mit jedem Kraftfahrzeug mit Anhängerkupplung bewegen. Zur einfachen und genauen Ausrichtung am Messstandort verfügt er zudem über einen eigenen Antrieb mit Fernsteuerung. Für den Messbetrieb lässt sich der Anhänger vollständig auf den Boden absenken. Dabei verschwinden die Räder in der gepanzerten Außenhülle, was eine Bewegung oder den Abtransport durch Unberechtigte sowie Brandlegung erschwert. Ein Alarmsystem schützt die Messtechnik vor Vandalismus. Zudem schützt unter anderem eine schusssichere Hülle das System vor Sachbeschädigung und ein internes Löschsystem vor Brandstiftung.
Der Anhänger ist mit Akkus ausgestattet, die einen ununterbrochenen Messbetrieb über mindestens fünf Tage ermöglichen. Um den Messbetrieb zu verlängern, lassen sich die Akkus vor Ort tauschen. Ein integriertes Modem überträgt die Messdaten verschlüsselt über Mobilfunk und ermöglicht den Fernzugriff auf das System. Dadurch bietet das Messgerät einen völlig autonomen, mehrtägigen Messbetrieb ohne Personaleinsatz.
Zur Geschwindigkeitsmessung wird die laserbasierte Light Detection and Ranging-Technik eingesetzt. Über Laufzeitmessung ermittelt ein scannender Laser die Geschwindigkeiten und Positionen aller Fahrzeuge im Messfeld über mehrere Fahrstreifen hinweg gleichzeitig. Variable Geschwindigkeitsbegrenzungen sowie Durchfahrtsverbote nach Uhrzeit, Fahrstreifen und Fahrzeugklassen (z. B. LKW) lassen sich ebenfalls überwachen.

Technik
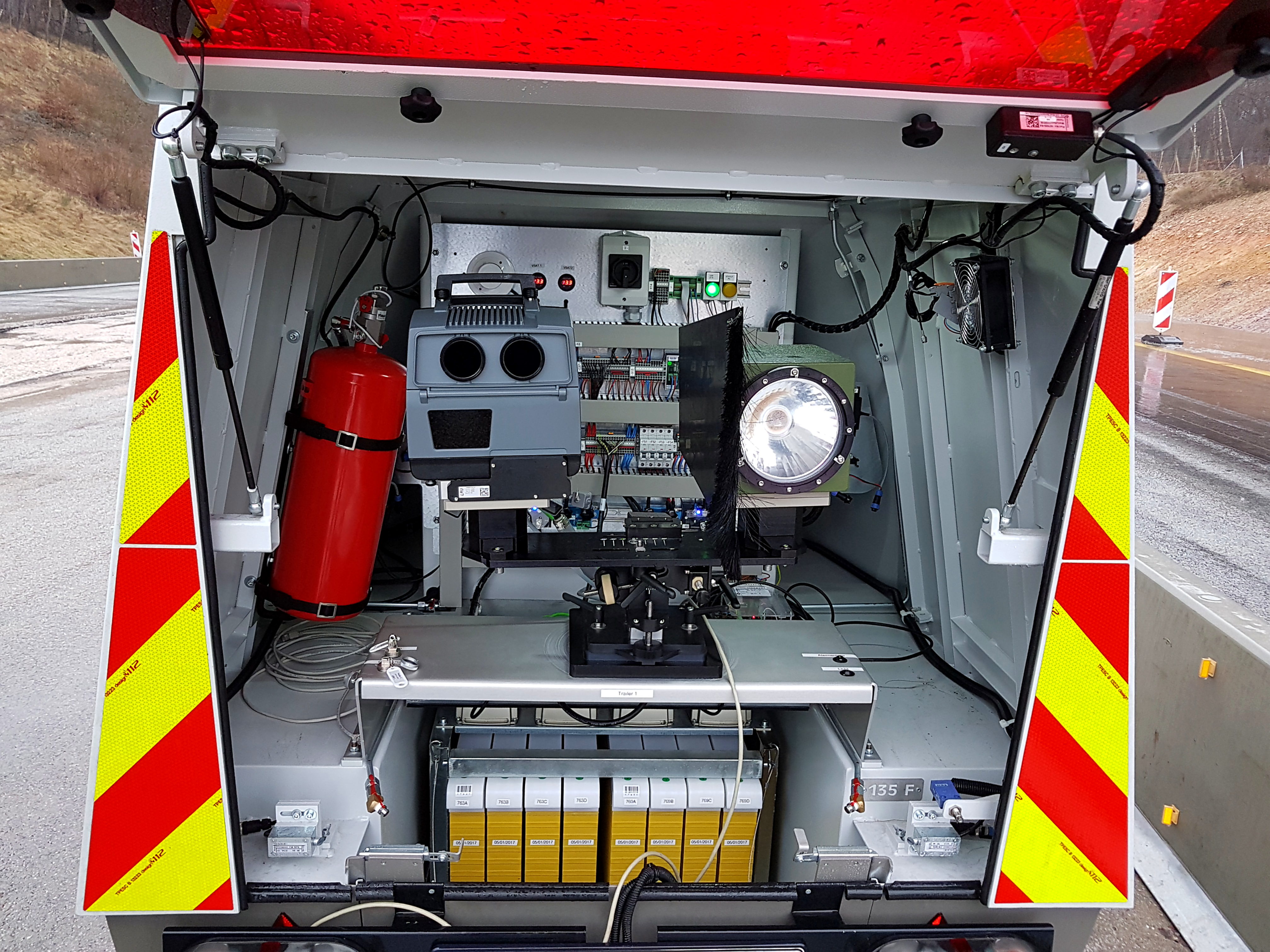
Enforcement Trailer (Innenansicht)
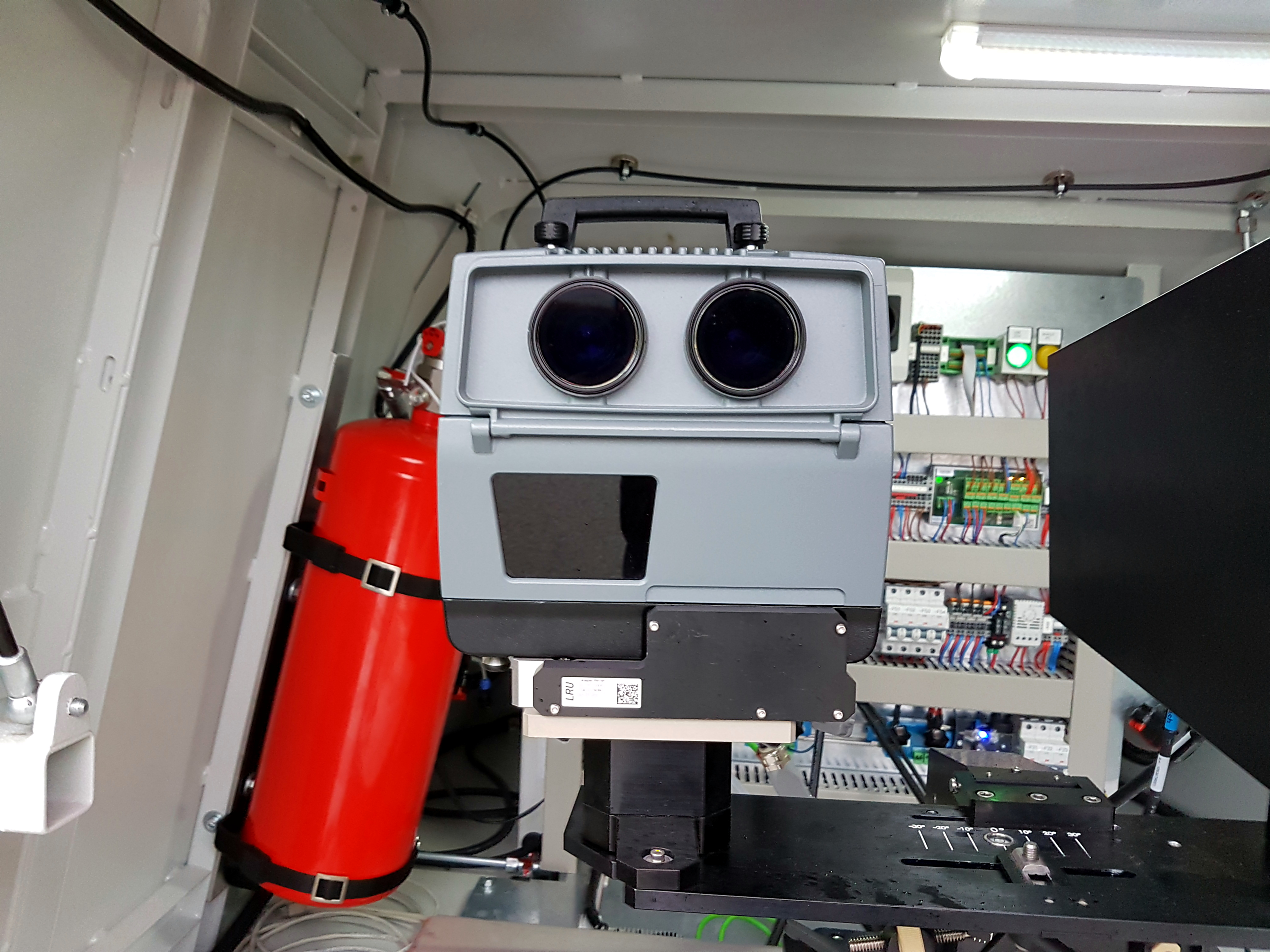
POLISCAN-System FM1
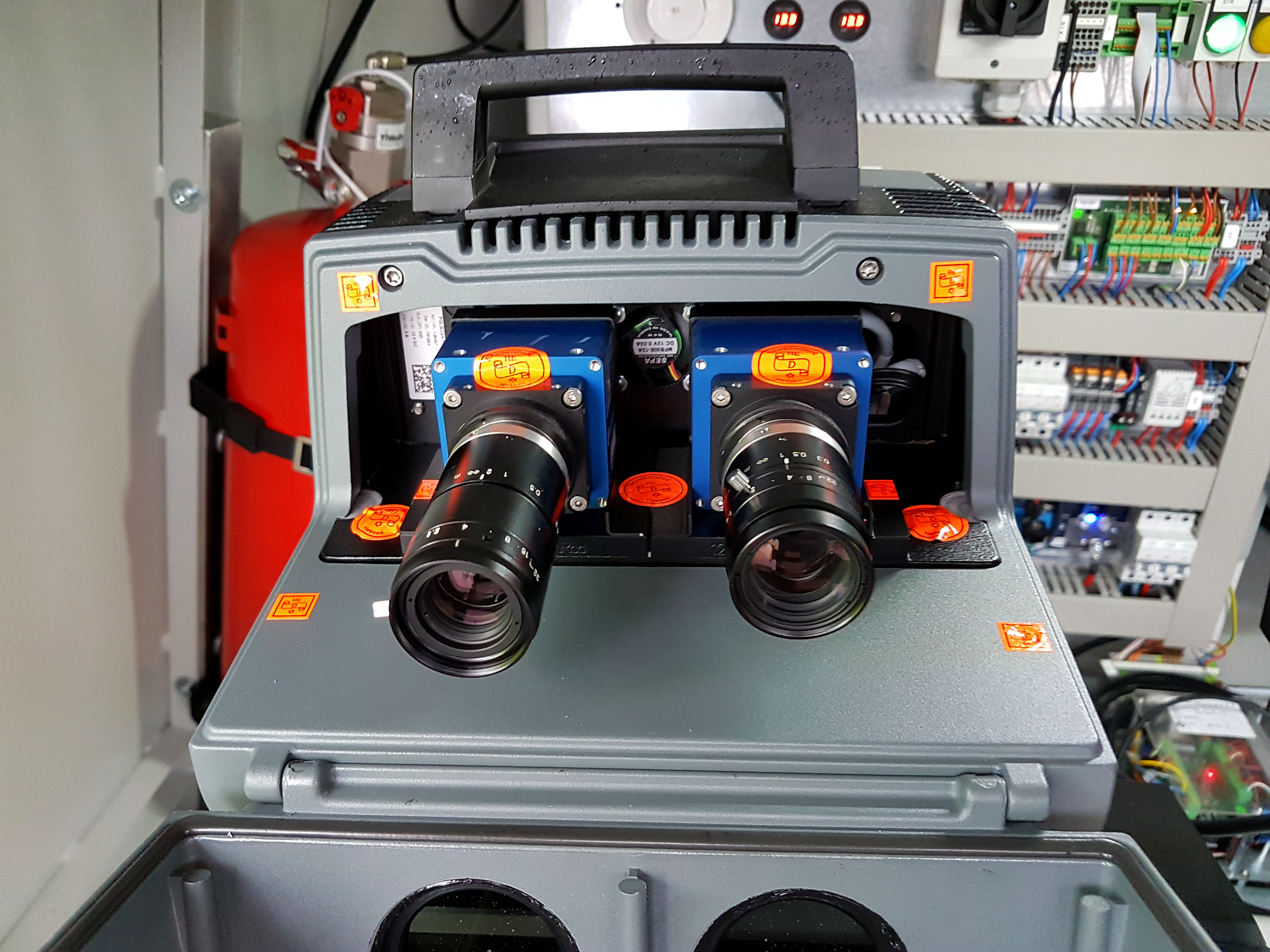
POLISCAN FM1 mit geöffnetem Kasten
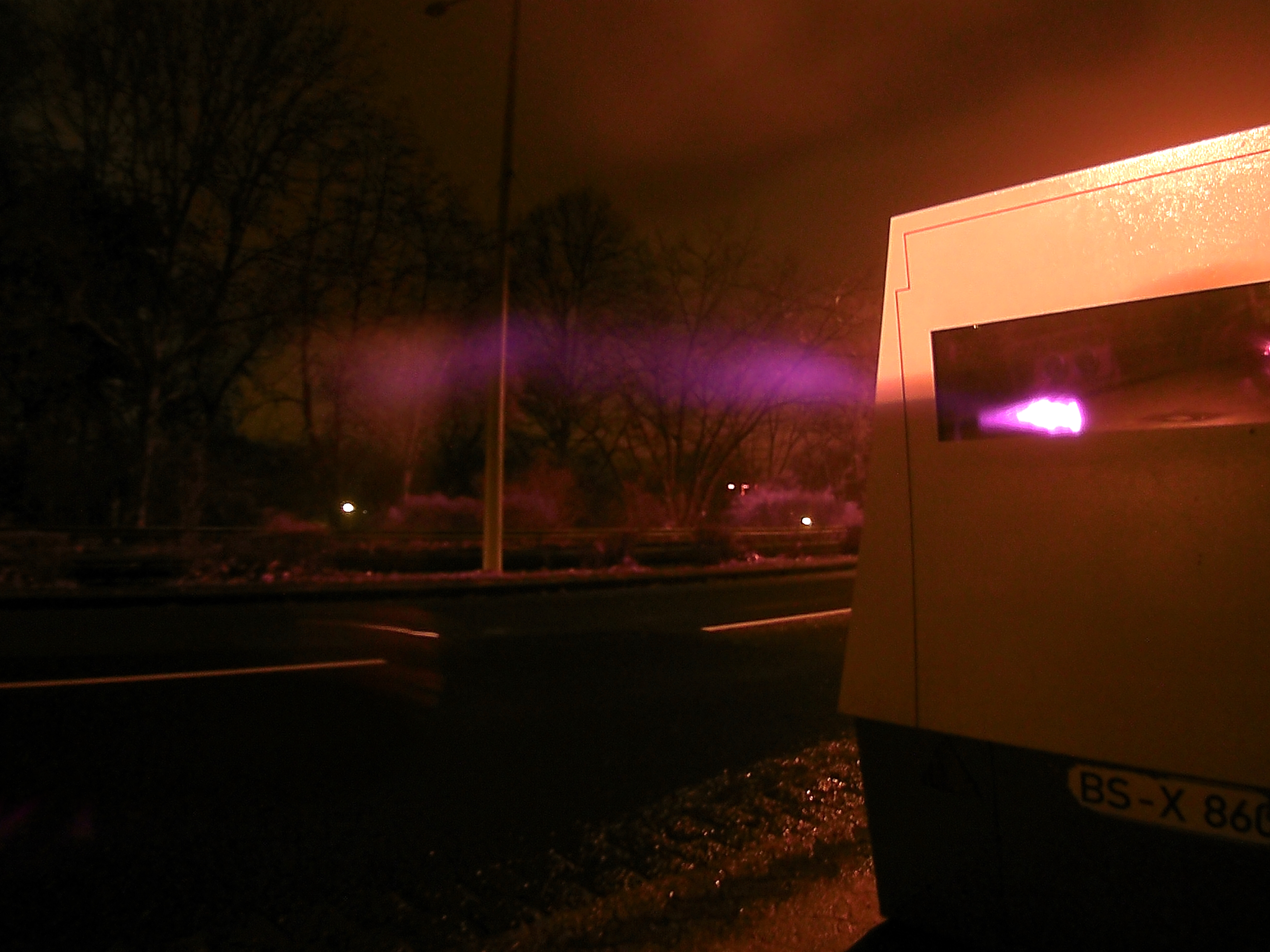
Infrarot Laser von PoliScan Gerät

## Sonstiges
Der Enforcement Trailer kostet etwa 120.000 bis 150.000 Euro. Seit 2015 wird das System in Deutschland von verschiedenen Landespolizeien verwendet. 2015 hat die französische Polizei von dem System 150 Stück und 2016 weitere 100 Einheiten bestellt. Dort kommt es unter der Bezeichnung ALICE (kurz für Autonomous Lidar Concept for Enforcement) zum Einsatz.
In der juristischen Literatur als auch der Rechtsprechung Deutschlands ist die Einordnung des Enforcement Trailers in die bestehenden Kategorien mobiler oder stationärer Überwachungsanlagen wie bei allen semistationären Anlagen umstritten. Von der Zuordnung ist zum Beispiel in einigen Bundesländern die Zuständigkeit bei der Durchführung der Überwachung abhängig.